# Antonio Tenreiro
Antonio Tenreiro Rodríguez (La Coruña, 5 de enero de 1893-La Coruña, 31 de mayo de 1972) fue un arquitecto español. Su estilo, iniciado en el eclecticismo, evolucionó hacia el art déco y el racionalismo. Su obra más conocida es la sede del Banco Pastor de La Coruña, proyectada junto con Peregrín Estellés.

## Biografía

### Infancia y juventud
Proveniente de una familia de propietarios de una fábrica de curtidos en Puentedeume (La Coruña), sus padres fueron Ramón Tenreiro Fernández y Matilde Rodríguez Pastor. Sus hermanos eran el escritor y político Ramón Tenreiro Rodríguez y el ingeniero y socio del Banco Pastor, Agustín Tenreiro Rodríguez.
Nació el 5 de enero de 1893 y cuando contaba con ocho años de edad su padre falleció, quedando bajo la tutela de su tío materno, Ricardo Rodríguez Pastor, destacado miembro de la sociedad intelectual y empresarial coruñesa de la época. Antonio Tenreiro estudió en la Escuela Superior de Arquitectura en Madrid titulándose en 1919. En esta etapa conoció al valenciano Peregrín Estellés, que sería su socio durante toda su carrera.

### Inicios profesionales

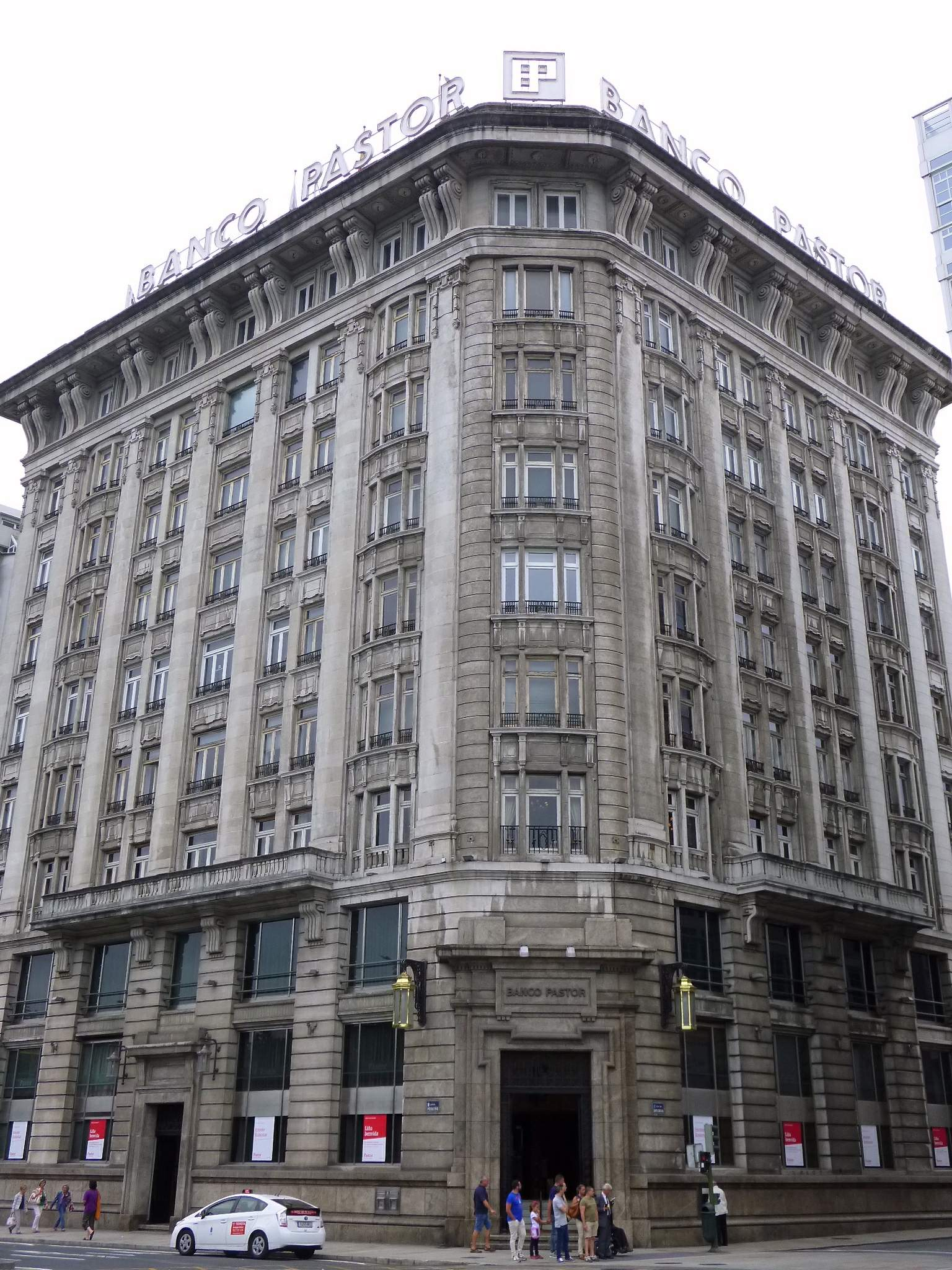
Banco Pastor de La Coruña (1925), proyectado por Antonio Tenreiro y Peregrín Estellés

Aunque en un principio estableció su estudio en la calle Benito Gutiérrez de Madrid, con encargos modestos, al ganar el concurso de proyectos para la Casa de Correos-Telégrafos de Lugo, y encargarle su tío Ricardo y su primo Pedro Barrié de la Maza el proyecto de la sede del Banco Pastor en 1920, se trasladó con Peregrín Estellés definitivamente a La Coruña. Ese año contrajo matrimonio con Mathilde Brochón Reinmann, con quien tuvo a sus hijos Rosa (1921), Antonio (1923), Magdalena (1925) y Ramón (1928).
En la década de 1920 y en los años de la Segunda República Española proyectó algunas de sus obras más conocidas, como el edificio del Banco Pastor, que al terminar su construcción era el más alto de España, influido por la Escuela de Chicago, y que destaca por las formas clásicas y neobarrocas del estilo Beaux Arts, que el propio Tenreiro definiría como “barroco modernizado”, y la aparición de elementos y detalles propios del art déco. También de esta época son la modernista casa Bailly de Cambre o la casa Barrié —esta última acabada en 1926, en la que Tenreiro optó por una obra más europea, un estilo francés, y sin embargo, una frescura nueva en el diseño de los detalles lejana a la ortodoxia Beaux Arts—. Fue nombrado caballero de la Legión de Honor francesa en 1928.En 1930 es nombrado arquitecto municipal de La Coruña, y en esta década realiza, entre otros, los proyectos del Cine Savoy, el Mercado de San Agustín, de la Casilla-Biblioteca “Menéndez Pidal", en los jardines de Méndez Núñez, y la Estación de Servicios en Cuatro Caminos, en las que transita del decó a la modernidad.

### Guerra civil
En 1936 estalla la guerra civil española y un año después es suspendido de su cargo como arquitecto municipal y expedientado por su militancia republicana. La representatividad de las familias Pastor-Barrié de la Maza y Tenreiro Arias impide la suspensión total del ejercicio, pero no evitan su retirada de los cargos públicos, la confiscación de la fábrica de curtidos familiar, la expropiación de numerosas propiedades y la merma sustancial de su patrimonio. Finalmente, la Junta Superior de Depuración le condena, en 1942, a seis años de inhabilitación para cargos públicos, directivos y de confianza. En los primeros años de la dictadura se ve frecuentemente obstaculizado, teniendo incluso que firmar su socio Estellés algunas de sus obras, como el Gran Cine de Ortigueira.
Todo esto no evitó que en 1940, como arquitecto del Ministerio de Educación,  proyectase la ciudad cultural “Generalísimo Franco”, hoy campus universitario de Riazor de la Universidad de la Coruña y ciudad escolar, del que realizaría edificios como la Escuela de Náutica, la Escuela de Comercio o el Conservatorio de Música, siguiendo los patrones historicistas y regionalistas habituales del régimen franquista.

### Etapa final
Al acabar la década, es rehabilitado por el alcalde Alfonso Molina como arquitecto municipal de La Coruña. Su último gran proyecto en unos años oscuros para la arquitectura en España es el actual Archivo del Reino de Galicia en el Jardín de San Carlos, en 1952. En 1963 abandona el cargo de arquitecto municipal. Fallece el 31 de mayo de 1972.

## Homenaje póstumo
En octubre de 2006 el Colegio Oficial de Arquitectos de Galicia le otorgó en su primera edición el premio Coruña de Arquitectura, creado en conmemoración del 75 aniversario de la fundación. El premio fue recibido por su familia, y el alcalde de la ciudad, Javier Losada se comprometió a dedicarle una plaza al arquitecto, lo que se hizo efectivo el 18 de junio de 2012. En la plaza se erigió un monolito en su honor con una enumeración de sus obras.